# Иркутский государственный цирк
Одним из значительных явлений культурной жизни Иркутска всегда был и остается цирк. Цирк всегда был наиболее массовым и наиболее доступным видом искусства. Он зародился как "площадной" жанр - отсюда и круглая форма манежа, ведь артисты работали на окружающих их зрителей, отсюда и буффонада, гротеск в театральных постановках. Театральная игра в цирке - лишь в небольшой степени игра, потому что сложно, например, сыграть акробата, не являясь им в полной мере. Поэтому цирковое искусство настолько популярно - ведь честность и отсутствие фальши всегда импонировали людям. Цирк - это всегда праздник, всегда парад ловкости, силы, юмора!
История Иркутского цирка начинается практически одновременно с момента основания города. Свидетельством этому служат упоминания в летописях о цирковых представлениях. Первое из них датировано февралем 1795 года, когда в Иркутск прибыл на постоянное место жительства итальянец Миколетто. Летописец Петр Пежемский так зафиксировал это событие: «.. приехал в Иркутск итальянец, балансер Миколетто с женой, двумя малолетними дочерьми и 28 учеными собаками, давал здесь свои представления с успехом»… Семейный цирк Миколетто демонстрировал акробатические номера, хождение по проволоке и забавные сценки с дрессированными собаками.
В январе 1835 года во время празднования Масленицы показывали чудеса верховой езды труппа шведского цирка под руководством Франца Радо в балагане, который возвели на Спасской площади (напротив гостиного двора).
В 1859 году прусский королевский артист Рудольф Беккер удивлял иркутян фантасмагорическими номерами. Превозмогая все трудности тяжелой и долгой дороги, кроме Беккера в Иркутск, приезжали цирковые артисты из других стран.
Первый стационарный скромный деревянный цирк в Иркутске был построен в 1868 году итальянцем Сулье на собственные деньги в районе нынешнего сквера Кирова. Там он давал нехитрые представления и устраивал конные ристалища. Строение эксплуатировалось разными антрепренёрами, но просуществовало недолго – в начале 1900-х цирк сгорел, и горожане остались без любимого праздничного развлечения.
Но иркутяне не однозначно относились к цирковым представлениям. Так в газете "Иркутские Епархиальные ведомости" 4 января 1869 года в статье Архиепископа Иркутского было выражено возмущение тем, что в дни рождественских праздников в городе намечаются выступления приезжих цирковых артистов. "В самые дни праздника, собрания в цирке, без сомнения, готовятся полные, представления оживленные, и трата денег - щедрая. Так что не без любопытства останавливаешься на вопросе: где, в продолжение дней праздника Христова, собрания будут полнее и пожертвования щедрее - в цирке или в храме божьем?"
В мае 1885 года в городе появляется еще один деревянный цирк австрийца Добржанского, на манеже которого выступал знаменитый клоун Струсберг.
С тех пор цирки в Иркутске стали очень популярны: многократно выступали заезжие фокусники и иллюзионисты-китайцы, всевозможные факиры и медиумы. Многие цирковые труппы мечтали осесть в городе. Причина в том, что разраставшемуся городу хотелось развлечений, а цирк являлся в то время единственным зрелищным центром. Был в Иркутске и свой цирк-зверинец, на представлениях которого участвовали слоны, ягуары, львы, леопарды, крокодилы и гиены.
С 1908 года в Иркутске появилась постоянная труппа в цирке шапито. До 1958 в Иркутске в разные годы работало 7 цирков (6 шапито, один из которых - зимний). 18 мая 1958 сгорели здания зимнего (построенного в 1933) и летнего цирков.
Информация о проекте нового железобетонного здания цирка на три с половиной тысячи мест на Ивановском базаре была дана в статье в газете «Власть Труда» в 1930 году. Реализация проекта осуществилась только через тридцать с лишним лет.
Возведение здания Иркутского государственного цирка было закончено 1964 года. Стационарный каменный цирк стал самым крупным на территории Сибири и Дальнего Востока.
Большая роль в проектировании и строительстве принадлежала архитектору Борису Михайловичу Кербелю. На формирование стиля здания цирка, характеризующегося сочетанием простейших геометрических форм, выполненного в социалистическом минимализме, повлияла так называемая «борьба с излишествами» в СССР. Здание цирка предельно унифицировано и рационально. Внешний образ соответствует внутреннему интерьеру. Площадь, занимаемая цирком более 6 000 кв. метров. Одновременно в зрительном зале могут поместиться 1674 зрителя.
Диаметр циркового манежа одинаков во всем мире — 13 метров. Высота под куполом от манежа — 18 метров, расстояние между стенами зрительного зала, лестницы и крепежные крючки тоже соответствуют единому стандарту. Все эти параметры, как и величины лестниц и крепежных крючков соответствует мировым стандартам. Благодаря этому цирковые труппы, гастролирующие на арене цирка Иркутска, могут не подгонять свой реквизит – батуты, тросы, сетки, подвески, канаты под размеры залов. Иркутский цирк является уникальным тем, что может показывать самые разные цирковые программы – манежные, водные, ледовые.
Здание цирка включает в себя множество помещений, в том числе: конюшни и помещение для трюков иллюзиона под манежем, и помещения для животных — слоновник, где содержатся слоны, металлические вольеры для медведей, тигров, пантер. Первое цирковое представление состоялось 19 декабря 1964 года. В программе были выступления акробатов, гимнастов, иллюзиониста, дрессировщиков собачек и, самое необычное для иркутян, номер дрессированных слонов. Причем, эти слоны шли от вокзала до цирка в 25-ти градусный мороз.
Первыми директорами были И. Р. Копылов, с 1979 - В. Б. Петров.
С 1965 года бессменно принимает своего благодарного зрителя. Много поколений маленьких иркутян испытали новые эмоции под завораживающим действом на манеже. Выступление профессиональных артистов цирка настоящее эстетическое удовольствие, и большая доза адреналина, в основе большинства цирковых трюков - риск. В Иркутском цирке побывали почти все известные коллективы, знаменитые и выдающиеся артисты цирка: Эмиль Кио, Тереза Дурова, Маргарита Назарова, династии Багдасаровых, Карандаш, Юрий Дуров и многие другие. Также в Иркутске побывали коллективы из Чехословакии, Болгарии, Монголии, Германии, Польши.
Иркутск не имеет собственной цирковой труппы, поскольку в цирке нет второй арены, где артисты могли бы репетировать, дрессировать зверей. Нет возможности одновременно принимать цирк другого города и содержать постановочный в одном здании.
Здание цирка было закрыто на реконструкцию осенью 2022 года.
В апреле 2025 года было получено разрешение на реконструкцию цирка в Иркутске. Специалистам предстоит устранить износ конструкций здания и модернизировать инженерно-технические системы. Также будут созданы условия для проведения современных цирковых представлений.
Подрядчик приступил к демонтажу ещё в октябре 2024 года, к строительно-монтажным работам в цирке планируется приступить во втором квартале 2025 года.
После обновления площадь здания увеличится до восьми тысяч квадратных метров;  вместимость цирка составит 1 400 мест. Планируется построить два новых здания —  слоновник и конюшню. Прилегающую территорию полностью благоустроят. На первом этаже цирка разместят два буфета, гардероб, новые зоны отдыха для VIP-лож, комнаты для пребывания артистов и посетителей.
Официальный сайт https://www.circus-irkutsk.ru/ Архивная копия от 21 августа 2019 на Wayback Machine